# Boutavent
Boutavent ist eine Commune déléguée in der französischen Gemeinde Formerie mit 95 Einwohnern (Stand 1. Januar 2022) im Département Oise in der Region Hauts-de-France.

## Geographie
Die Commune déléguée liegt rund zwei Kilometer südöstlich von Formerie.

## Geschichte
Die Gemeinde war bis 1834 ein Teil der Gemeinde Bouvresse.
Die Gemeinde Boutavent wurde am 1. Januar 2019 mit Formerie zur Commune nouvelle Formerie zusammengeschlossen. Sie hat seither den Status einer Commune déléguée. Die Gemeinde Boutavent gehörte zum Arrondissement Beauvais und war Teil der Communauté de communes de la Picardie Verte und des Kantons Grandvilliers.

## Einwohner
| 1962 | 1968 | 1975 | 1982 | 1990 | 1999 | 2006 | 2011 |
| ---- | ---- | ---- | ---- | ---- | ---- | ---- | ---- |
| 107  | 90   | 66   | 74   | 81   | 76   | 67   | 86   |

## Verwaltung
Bürgermeister (maire) ist seit 2001 Joël Hucleux.

## Sehenswürdigkeiten
- Kirche Saint-Vincent